# Іллінська церква (Багате)
Іллінська церква (Сурб Пркчі, Святого Іллі) і монастир — пам'ятка архітектури національного значення. Розташована у Білогірському районі АР Крим, (Україна), за 1,6 км на південний схід від мосту через річку Кучук-Карасу, південніше від в'їзду до села з траси Сімферополь-Феодосія, на пригірку біля каштанових дерев. Збудована у X–XIV ст. (XIV ст.). Являє собою зразок поєднання вірменської (план), мусульманської (портали) і західноєвропейської (хрестові склепіння на нервюрах).
Постановою РМ УРСР від 24.08.1963 № 970 монастир включено до реєстру пам'яток культурної архітектури (обліковий номер 303). Рішенням Кримського облвиконкому від 22.05.1979 № 284, встановлена охоронна зона, яка обмежена радіусом 50 метрів.

## Історія
Археологічні роботи проводилися у 1979 році. Тоді була досліджена уся долина річки Кучук-Карасу (притоки Біюк-Карасу). Досліджені Церква Іллі, Церква Спасителя, келії, господарські приміщення, та фонтан XV–XVII століття, від якого залишився лише підмурок. Єдиною спорудою монастиря святого Іллі (Сурб-Хач), що вціліла, є Церква Святого Спасителя, проте її назву часто плутають із назвою монастиря.
У 1927 році монастир був закритий та згодом зруйнований. Келії та огорожа монастиря знаходилися північніше церкви та були досліджені археологічною експедицією. Фонтан насправді був монастирським джерелом. Його розібрано у 1960-х, він знаходився за 60 метрів від церкви (виміри 1956 року). Це було постійне приміщення висотою 12 метрів з аркою-входом.
Одним із перших про монастир згадує Мінас Медіці, котрий розповідає про святиню — хрест-камінь, котрий був вивезений з міста Ані, та був освячений апостолом Тодеосом (Тодеос проповідував християнство у Вірменії). Після переселення вірмен у Приазов'я (1778), реліквія зберігалася у Ростові а згодом була перервезена у Санкт-Петербург. За три версти від монастиря було знайдено камінь із зображенням хреста та датою 1031 (вірменської ери, що відповідає 1582 року). У 1883 році монастир згадує Г. Караулов, котрий стверджував, що нові будови монастиря мають за основу древній фундамент.
Проекти реставрації готувалися у 1955 та 1983 роках.

## Архітектура
Церква не має аналогів у Криму. Її ширина — 8.30 метрів, довжина — 17.90. Примітні були рельєфи-ікони, розп'яття, «Агнці Божії», та «Воскресіння» (втрачений). Будівля прямокутної форми, з типовим християнським орієнтуванням із заходу на схід. Абсида — внутрішня, з двома приміщенням з драбинами. Оштукатурені стіни церкви складені з бутового каменя, а склепіння, покрівля і портали — з обробленого. Будівля має три входи, кожен із них обрамлений різьбленими лиштвами. Двері виділялися нішовими порталами. У них відчувається вплив притаманних мусульманській архітектурі піштаків.
Середина церкви перекрита хрестовими склепіннями на нервюрах, інша — стрільчастими склепіннями на підпружних арках. Дах двосхилий і покритий плитами. Його було переплановано після добудови фронтону.
У північному приміщенні є сходи, які ведуть на дах, а південні східці ведуть у залишки крипти. Церква має контрфорси, що також є романським запозиченням. Інтер'єри церкви були вкриті різноманітними різьбленнями.

## Галерея
|  |
|  |

|  |
|  |

|  |
|  |

|  |
|  |

|  |
|  |

|  |
|  |

|  |
|  |

|  |
|  |